# 花巻空港インターチェンジ
花巻空港インターチェンジ（はなまきくうこうインターチェンジ）は、岩手県花巻市にある釜石自動車道のインターチェンジである。

## 歴史
- 2002年（平成14年）11月7日 : 花巻JCT - 東和IC間 (11.4 km) 開通に伴い、供用開始[1]。

## 道路

### 本線
- E46 釜石自動車道（1番）

## 接続する道路
- 直接接続
  - 岩手県道296号花巻空港インター線
- 間接接続
  - 国道4号花巻東バイパス（県道296号経由）
  - 岩手県道294号東宮野目二枚橋線（県道296号経由）
  - 岩手県道286号東和花巻温泉線（県道296号・県道294号経由）

## 料金所
- ブース数：4

### 入口
- ブース数：2
  - ETC専用：1
  - 一般：1

### 出口
- ブース数：2
  - ETC専用：1
  - 一般：1

## 周辺
- 花巻空港（岩手県道294号東宮野目二枚橋線経由）
- JR東日本釜石線似内駅
- 宮沢賢治記念館
- 宮沢賢治童話村
- イギリス海岸

## その他

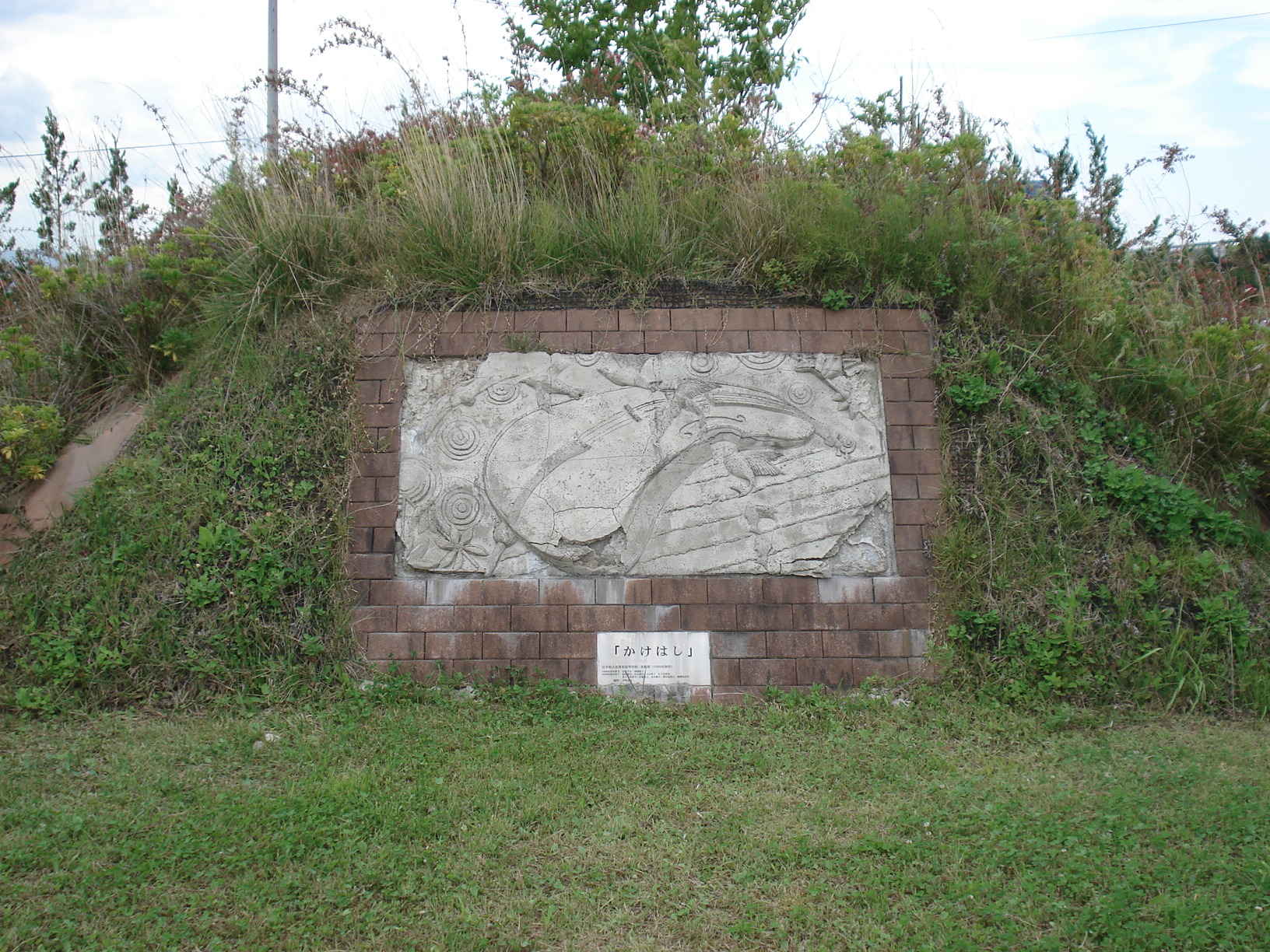
料金所横の駐車場内にある「かけはし」

- 料金所横の駐車場敷地内には、釜石道沿線に所在する花巻北高校の美術部員が制作したレリーフ「かけはし」が置かれている。

## 隣
E46 釜石自動車道
(38-3) 花巻JCT - (1) 花巻空港IC - 花巻空港TB - (2) 東和IC

## 形状
ランプウェイはトランペット型である。